# Strzelby dla San Sebastian
Strzelby dla San Sebastian (fr. La bataille de San Sebastian) – spaghetti western produkcji francusko-włosko-meksykańskiej z 1968 roku w reżyserii Henriego Verneuila. Zdjęcia kręcono na terenie Meksyku, w stanach Durango, Guanajuato i Zacatecas.

## Fabuła filmu
Ojciec Joseph (Sam Jaffe), wyruszający do odludnej meksykańskiej parafii, ratuje poszukiwanego listem gończym rewolwerowca Leona Alastraya (Anthony Quinn). Miejscowość San Sebastian, do której docierają okazuje się być opuszczona, jej mieszkańcy chronią się przed atakami Indian w okolicznych górach. Ojciec Joseph ginie, postrzelony przez członka bandy rabusiów, której przywódcą jest Metys Teclo (Charles Bronson). Leon zostaje wzięty za księdza i zostaje w wiosce, pomagając mieszkońcom w uprawie roli i w walce z Indianami.

## Obsada
- Anthony Quinn – Leon Alastray
- Anjanette Comer – Kinita
- Charles Bronson – Teclo
- Sam Jaffe – ojciec Joseph
- Jaime Fernández – Złota Dzida
- Silvia Pinal – Felicia